# 헝가리 텔레비전
헝가리 텔레비전 방송공사(Magyar Televízió)는 헝가리의 공영 텔레비전 방송사이다. 2011년 헝가리 라디오, 두나 텔레비전, MTI와 함께 MTVA 산하로 들어갔으며, 2015년 7월 1일 헝가리 라디오, 두나 텔레비전과 합병, 두나 미디어가 되었다.

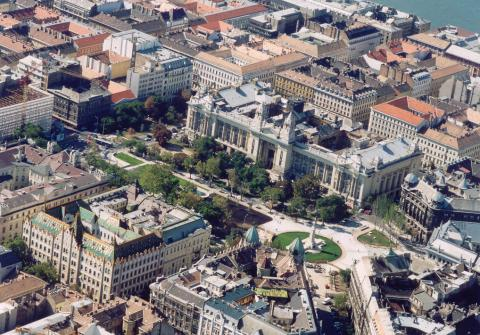
부다페스트 MTV의 항공 사진.

## 채널
- M1 - 종합 채널 (1957년 개국)
- M2 - 어린이/청소년 채널 (1971년 개국)
- M3 - 고전 프로그램 채널 (2013년 개국)

## 같이 보기
- 공영 방송